# Nationaal park Koli
Het Finse Nationaal Park Koli (Fins: Kolin kansallispuisto/ Zweeds: Koli nationalpark) ligt aan de oevers van het Pielinen-meer en wordt door Finnen als hun nationaal landschap (kansallismaisemaa) beschouwd.
Het 30 km² grote park is gelegen op het grondgebied van de gemeenten Joensuu, Lieksa en Kontiolahti in Noord-Karelië.
In tegenstelling tot de meeste nationale parken was het in 1991 opgerichte Nationaal Park Koli oorspronkelijk in beheer van het Finse Bosbouw onderzoekscentrum METLA. Ondertussen valt het net als de andere parken onder de administratie van bossen Metsähallitus.
Koli heeft een rijke culturele geschiedenis en was in het verre verleden een heilige plek. Later werd er landbouw bedreven. Het doel van het park is eerder om de culture geschiedenis te bewaren dan om een echt wildpark te zijn. De Ladang-achtige manier van landbouw wordt in ere gehouden en er grazen koeien en schapen op de heuvelflanken.
Het bekendste punt in het park is de 347m. hoge top Ukko-Koli die een uitkijkpunt vormt over het Pielinen-meer en de bossen in het oosten. Nabij de top staat een bezoekerscentrum en Hotel Koli. In de zomer is er een kabellift naar de top.
Koli heeft veel kunstenaars geïnspireerd zoals Jean Sibelius, Juhani Aho en Eero Järnefelt. Die laatste schilderde in 1911 samen met A.W. Finch en Ilmari Aalto een weids panorama van Koli, dat nu in het restaurant van het treinstation in Helsinki hangt. 